# América Libre
América Libre är en ort i Mexiko.   Den ligger i kommunen Salto de Agua och delstaten Chiapas, i den sydöstra delen av landet, 800 km öster om huvudstaden Mexico City. América Libre ligger 98 meter över havet och antalet invånare är 428.
Terrängen runt América Libre är varierad. América Libre ligger nere i en dal. Runt América Libre är det ganska glesbefolkat, med 45 invånare per kvadratkilometer. Närmaste större samhälle är Palenque, 19,8 km norr om América Libre. I omgivningarna runt América Libre växer i huvudsak städsegrön lövskog.